# Jasieniec (Kruklanki)
Pour les articles homonymes, voir Jasieniec.
Jasieniec est un village polonais de la voïvodie de Varmie-Mazurie, dans le powiat de Giżycko.